# CHMP4B
CHMP4B‏ (Charged multivesicular body protein 4B) هوَ بروتين يُشَفر بواسطة جين CHMP4B في الإنسان.